# Вобай, Жулиус
Джу́лиус Джибри́лла Воба́й (англ. Julius Gibrilla Wobay; 19 мая 1984, Фритаун, Сьерра-Леоне) — сьерра-леонский футболист, полузащитник.

## Карьера
С 2012 года играл за клуб Премьер-лиги «Нефтчи» из Баку. С этим клубом он впервые принял участие в Лиге Европы. В первый же сезон Вобай стал ведущим игроком своей команды. В чемпионате провёл 31 матч, забил 8 мячей и отдал несколько голевых передач. Не менее удачно африканец выступил в еврокубках: забил в двух матчах в ворота грузинской «Зестафони», израильскому «Хапоэлю» (Кирьят-Шмона) и кипрскому АПОЭЛу, тем самым помог команде пробиться в групповой этап Лиги Европы. В том же сезоне Жулиус сделал «золотой дубль» выиграв Чемпионат и Кубок Азербайджана.
В сезоне 2013/14 был отдан в аренду в эмиратский футбольный клуб «Аль-Шабаб» сроком на 1 год.
Летом 2014 года вернулся в стан «нефтяников» и помог чёрно-белым в матчах Лиги Европы, отметившись голевой передачей в матче с грузинской «Чихурой».

## Достижения
- Чемпион Азербайджана: 2012/13
- Обладатель Кубка Азербайджана: 2013